# Consolidated PT-11
Consolidated Model 21 là một loại máy bay huấn luyện của Hoa Kỳ, do hãng Consolidated Aircraft Company chế tạo, được Quân đoàn Không quân Lục quân Hoa Kỳ sử dụng với định danh PT-11, Bảo vệ Bờ biển Hoa Kỳ sử dụng với định danh N4Y.

## Biến thể
YPT-11
PT-11A
Y1PT-11B
PT-11B
PT-11C
PT-11D
PT-12
BT-6
BT-7
XN4Y-1
N4Y-1

## Quốc gia sử dụng
Hoa Kỳ
- Quân đoàn Không quân Lục quân Hoa Kỳ
- Bảo vệ Bờ biển Hoa Kỳ

 Colombia
- Không quân Colombia (PT-11C).

 Paraguay
 México
- Không quân Mexico (Model 21-M).

## Tính năng kỹ chiến thuật (PT-11D)
Dữ liệu lấy từ "The Illustrated Encyclopedia of Aircraft (Part Work 1982-1985)" Orbis Publishing
Đặc điểm tổng quát
- Kíp lái: 2
- Chiều dài: 26 ft 11 in (8,20 m)
- Sải cánh: 31 ft 7 in (9,63 m)
- Chiều cao: 9 ft 8 in (2,95 m)
- Diện tích cánh: 280 ft² (26,01 m²)
- Trọng lượng rỗng: 1.918 lb (870 kg)
- Trọng lượng cất cánh tối đa: 2.585 lb (1173 kg)
- Động cơ: 1 × Lycoming R-680A, 200 hp (149 kW)

 Hiệu suất bay 
- Vận tốc cực đại: 118 mph (190 km/h)
- Trần bay: 13.700 ft (4175 m)